# Dolmen del Mas Bou-Serenys
Der Dolmen del Mas Bou-Serenys (auch Dolmen del Mas Bouserenys, Dolmen del Mas Bousarenys oder Dolmen del Mas Boussarenys genannt) liegt im Norden des Weilers La Roca de Malvet nördlich von Santa Cristina d’Aro im Süden der Comarca Baix Empordà in der Provinz Girona in Katalonien in Spanien.
Der 1912 von Manuel Cazurro i Ruiz entdeckte Nordwest-Südost orientierte zwischen 2500 und 1800 v. Chr. errichtete Dolmen hat eine lange an der Vorderseite eingezogene, rechteckige Kammer. Ausgrabungen erfolgten 1918 durch A. Klaebisch und 1953 durch Ll. Esteva.
Der Rundhügel ist noch gut erkennbar. Die Kammer aus Granitplatten ist Innen etwa 6,0 m lang, 1,8 m breit und 1,7 m hoch. Erhalten sind 10 Platten der Kammer und fünf des Ganges und ein von Ll. Esteva im Jahre 1953 aufgelegter Deckstein. Die hinteren beiden seitlichen Platten im Westen fehlten und wurden durch einen erratischen Block ersetzt. Im Osten wurde ein kurzes Stück des Ganges entfernt.
Die Funde der Ausgrabung von A. Klaebisch sind teilweise verloren gegangen. Diejenigen, die erhalten sind, sind im Stadtmuseum von Sant Feliu de Guíxols hinterlegt. Zahlreiche menschliche Knochenfragmente, Scherben und Zähne wurden gefunden. Außerdem 10 Messer (3 große, 7 kleinere), sechs Pfeilspitzen, Fragmente von Glockenbechern, etwa 20 Perlen aus Kalkstein und Steatit und eine ovale Platte aus Schiefer mit abgeflachten Kanten.